# Dorfkirche Lütgendorf

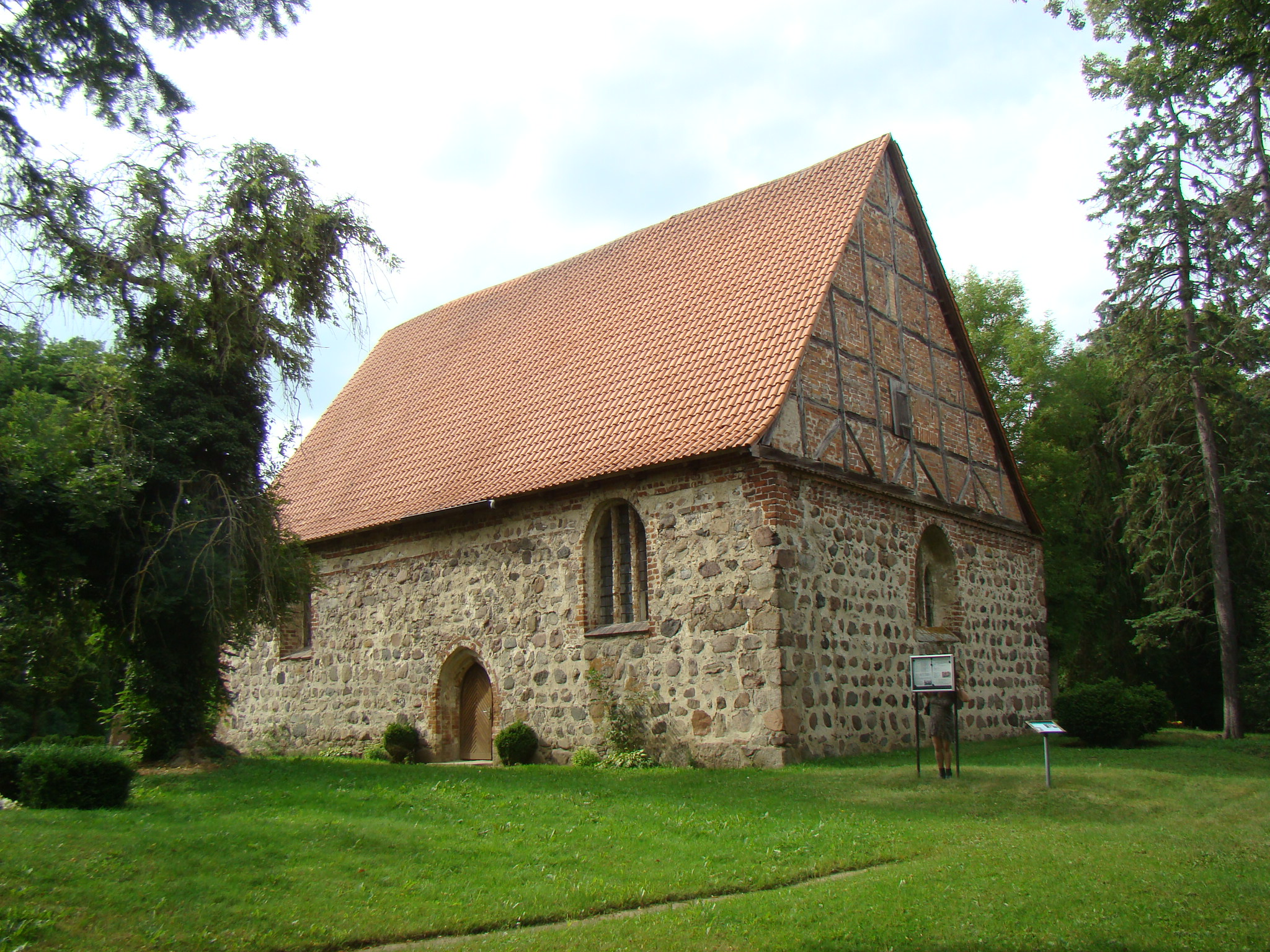
Dorfkirche in Lütgendorf

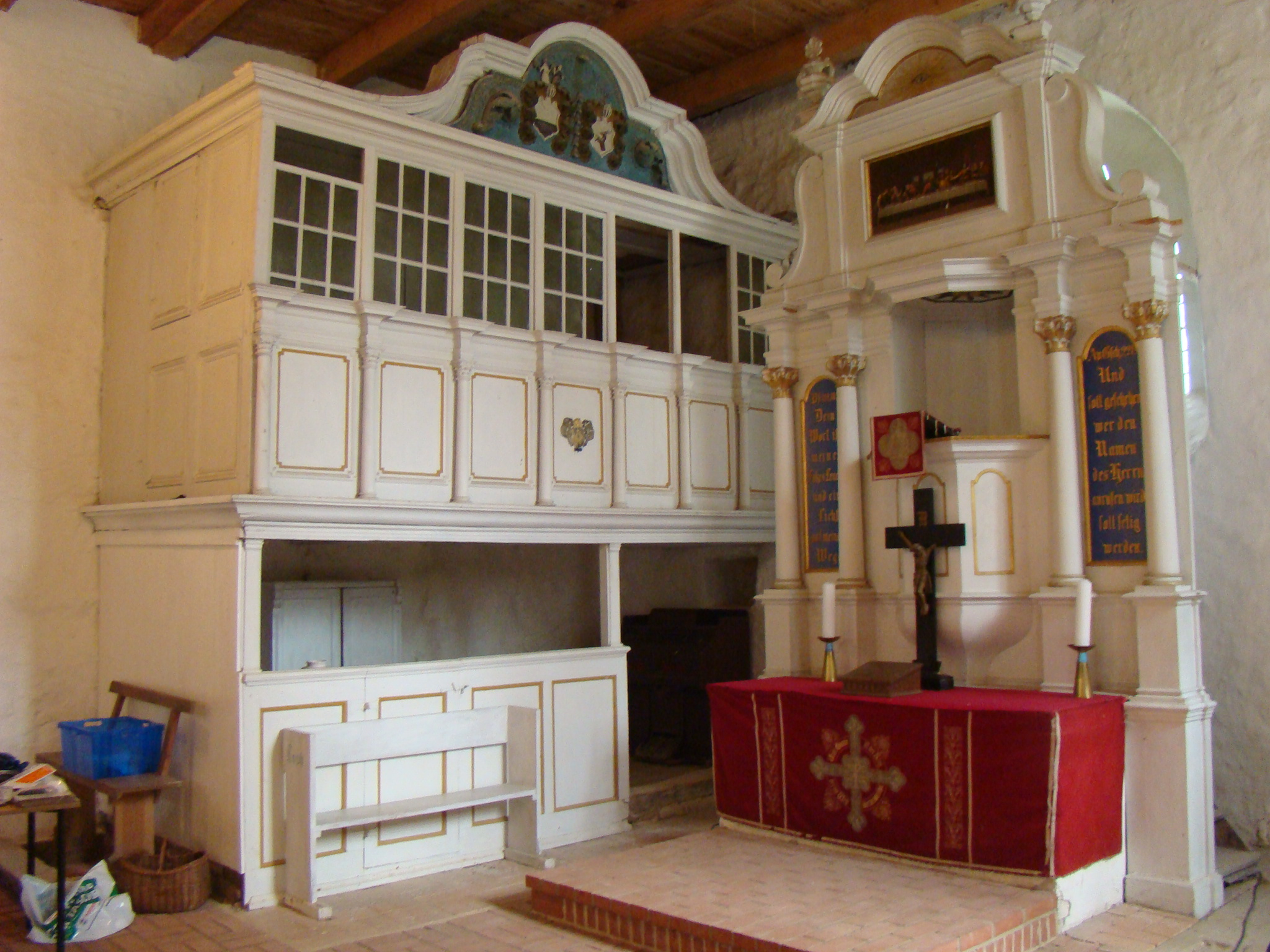
Kanzelaltar und Patronatsloge

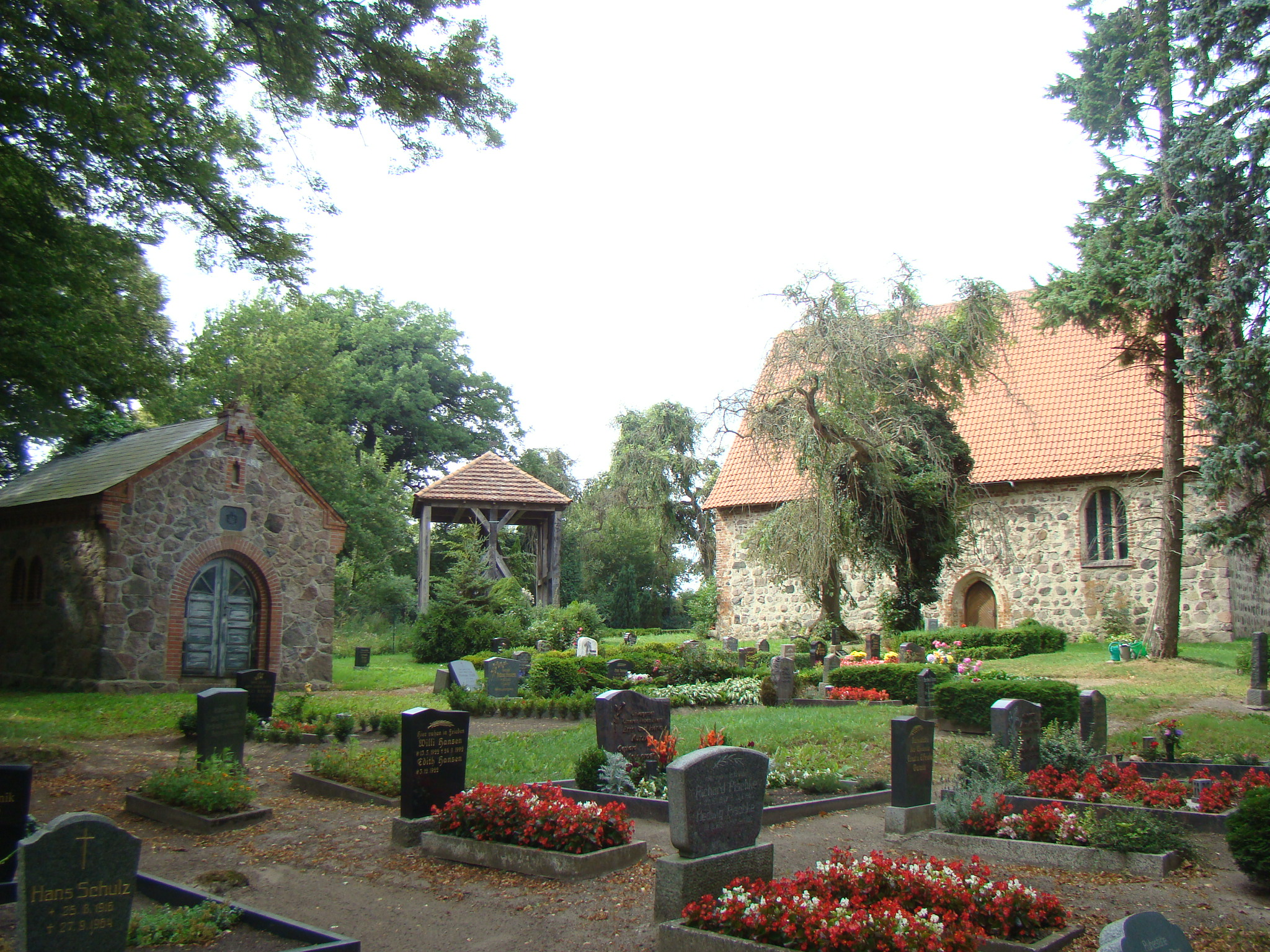
Friedhof mit Leichenhaus, Glockenstuhl und Kirche

Die Dorfkirche in Lütgendorf, einem Ortsteil von Klocksin im Landkreis Mecklenburgische Seenplatte in Mecklenburg-Vorpommern, geht im Kern auf das 13. Jahrhundert zurück. Sie ist eine Kirche der Kirchengemeinde Kirch Grubenhagen in der Propstei Neustrelitz, Kirchenkreis Mecklenburg der Evangelisch-Lutherischen Kirche in Norddeutschland.

## Baugeschichte
Bei der Kirche handelt es sich um einen rechteckigen Feldsteinbau aus dem 13. Jahrhundert mit Spitzbogenportal auf der Südseite sowie verschiedenen, meist hoch angesetzten spitzbogigen Fenstern. Nach dem Dreißigjährigen Krieg lag die Kirche längere Zeit wüst, bevor sie 1670 wieder genutzt wurde. Der Ostgiebel mit Fachwerk wurde 1775 errichtet, der Westgiebel wurde im 19. Jahrhundert aus Backstein erneuert. 1966 fand eine Sanierung des Innenraums statt. 1980 stürzte der Westgiebel der Kirche ein, dabei wurde die Orgelempore zerstört. Die nötige Reparatur des Gebäudes fand erst 1987 statt. Die Kirche wird seit längerem, meist unter Beteiligung internationaler Jugendgruppen, saniert.

## Ausstattung
Im Inneren weist die Kirche vor allem Ausstattungsteile des 18. Jahrhunderts auf. Bemerkenswert sind der Kanzelaltar mit Schnitzereien und Abendmahlsgemälde sowie die zweigeschossige Patronatsloge mit dem Allianzwappen Linstow/Lowtzow des Patronsehepaars Hans Rudolph von Linstow und Elisabeth Sophia, geb. von Lo(w)tzow, beides aus der Zeit um 1776. Eine Besonderheit ist der hölzerne Taufengel. Rechts neben dem Altar ist die Grabplatte eines Ritters mit Reliefdarstellung des Verstorbenen aus dem späten 16. Jahrhundert in den Boden eingelassen. Dabei könnte es sich um die Grabplatte des Jochim Linstow († 1588) handeln, dessen Epitaph von 1591 mit einer Reliefdarstellung des jüngsten Gerichts im Mittelteil sich ebenfalls noch erhalten hat. Von der einstigen Orgelempore ist nur noch der Unterbau erhalten. Ein in der Kirche verwahrtes Madonnenbild stammt aus dem 19. Jahrhundert.
Vor der Kirche befindet sich ein freistehender Glockenstuhl mit der 1860 bei Johann Carl Ludwig Illies in Waren gegossenen Concordia-Glocke. Der originale Glockenstuhl von 1819 musste 2001 wegen Einsturzgefahr abgebaut werden, wurde aber 2004 originalgetreu rekonstruiert.